# Joseph Remay
Joseph Remay ou János Rémay est un footballeur hongrois. Il évoluait au poste de défenseur.

## Biographie
En 1926, il arrive au FC Mulhouse, alors considéré comme l'un des meilleurs clubs de France, pour consolider la défense. Il y côtoie notamment des internationaux, comme Émile Friess.
Dans les années 1930, il est le premier entraîneur-joueur de l'US Thann.
Dans les années 1931-1932 il a joué cinq fois pour FC Bâle.
Il est entraîneur du FC Mulhouse en Division 2, en 1945-1946.